# Populares
Os Populares foram uma facção de senadores romanos progressistas, e se opunham aos Optimates, os conservadores. Os Populares defendiam uma maior intervenção das assembleias populares no governo da República Romana e a perda gradual do poder absoluto do senado romano. As suas ideias políticas incluíam a atribuição de cidadania romana a todos os povos que viviam sob domínio romano e reformas agrárias com vista a pôr fim aos latifúndios pouco produtivos.
Apesar das ideias liberais e do apoio popular que tinham, os populares eram eles mesmos membros da classe aristocrática romana.

## AlgunsPopulares
- Caio Mário
- Lúcio Cornélio Cina
- Públio Clódio Pulcro
- Tibério e Caio Graco
- Júlio César